# Lista hrabstw w stanie Missouri
To jest lista hrabstw w stanie Missouri. W stanie Missouri jest 114 hrabstw:

- Adair
- Andrew
- Atchison
- Audrain
- Barry
- Barton
- Bates
- Benton
- Bollinger
- Boone
- Buchanan
- Butler
- Caldwell
- Callaway
- Camden
- Cape Girardeau
- Carroll
- Carter
- Cass
- Cedar
- Chariton
- Christian
- Clark
- Clay
- Clinton
- Cole
- Cooper
- Crawford
- Dade
- Dallas
- Daviess
- DeKalb
- Dent

- Clinton
- Cole
- Cooper
- Crawford
- Dade
- Dallas
- Daviess
- DeKalb
- Dent
- Douglas
- Dunklin
- Franklin
- Gasconade
- Gentry
- Greene
- Grundy
- Harrison
- Henry
- Hickory
- Holt
- Howard
- Howell
- Iron
- Jackson
- Jasper
- Jefferson
- Johnson
- Knox
- Laclede
- Lafayette
- Lawrence
- Lewis
- Lincoln

- Linn
- Livingston
- Macon
- Madison
- Maries
- Marion
- McDonald
- Mercer
- Miller
- Mississippi
- Moniteau
- Monroe
- Montgomery
- Morgan
- New Madrid
- Newton
- Nodaway
- Oregon
- Osage
- Ozark
- Pemiscot
- Perry
- Pettis
- Phelps
- Pike
- Platte
- Polk
- Pulaski
- Putnam
- Ralls
- Randolph
- Ray
- Reynolds

- Ripley
- Saline
- Schuyler
- Scotland
- Scott
- Shannon
- Shelby
- St. Charles
- St. Clair
- St. Francois
- St. Louis
- Ste. Genevieve
- Stoddard
- Stone
- Sullivan
- Taney
- Texas
- Vernon
- Warren
- Washington
- Wayne
- Webster
- Worth
- Wright